# Kanton Ploërmel
Ploërmel is een kanton van het Franse departement Morbihan. Het kanton maakt sinds 2017 deel uit van het arrondissement Pontivy, ingevolge het arrest van 27 september 2016.

## Gemeenten
Het kanton Ploërmel omvatte tot 2014 de volgende 6 gemeenten:
- Campénéac
- Gourhel
- Loyat
- Montertelot
- Ploërmel (hoofdplaats)
- Taupont

Na de herindeling van de kantons bij decreet van 21 februari 2014, met uitwerking op 22 maart 2015, omvatte het kanton 32 gemeenten.
Naar aanleiding van de vorming van de fusiegemeente (commune nouvelle) Val d'Oust op 1 januari 2016 werd de gemeente Quily, die deel uitmaakte van de fusie, overgeheveld naar het kanton Moréac.
Op 1 januari 2019 werd de gemeente Monterrein toegevoegd aan de gemeente Ploërmel, die daardoor het statuut van 'commune nouvelle' kreeg.
Eveneens op 1 januari 2019 werden de gemeenten Lanouée en Les Forges samengevoegd tot de fusiegemeente('commune nouvelle') Forges de Lanouée.
Sindsdien omvat het kanton volgende gemeenten:
- Brignac
- Campénéac
- Concoret
- La Croix-Helléan
- Cruguel
- Évriguet
- Forges de Lanouée
- Gourhel
- La Grée-Saint-Laurent
- Guégon
- Guillac
- Guilliers
- Helléan
- Josselin
- Lantillac
- Loyat
- Mauron
- Ménéac
- Mohon
- Montertelot
- Néant-sur-Yvel
- Ploërmel
- Saint-Brieuc-de-Mauron
- Saint-Léry
- Saint-Malo-des-Trois-Fontaines
- Saint-Servant
- Taupont
- Tréhorenteuc
- La Trinité-Porhoët